# Jaldá

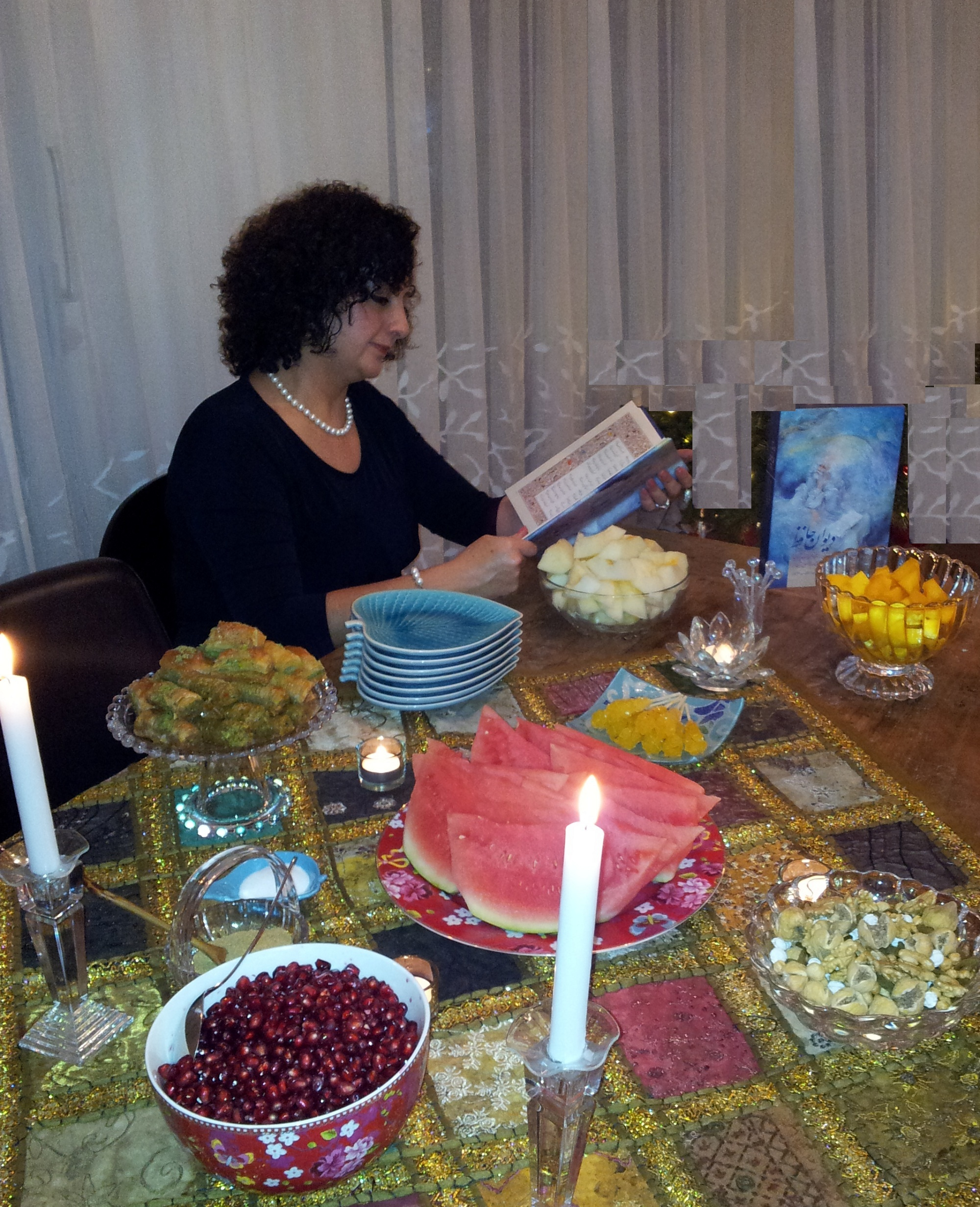
Peršanka recitující Háfize u slavnostně prostřeného stolu

Jaldá nebo Čelle je íránská oslava zimního slunovratu během které se schází rodiny a slavnostně večeří. Typicky se konzumuje především ovoce a sladkosti, podle některých podání se při večeři má servírovat čtyřicet jídel. Typické je pojídání melounu uchovaného od léta, které má zajistit zdraví a blahobyt během zimy, v Chorasánu se zase věří že pojídání mrkve, hrušek, oliv či granátových jablek má ochránit před kousnutím hmyzem. Kromě toho se také věští z Háfizova Dívánu a mladí muži posílají talíř s ovocem a dárky svým snoubenkám. Mimo Írán je svátek slaven také íránskou diasporou a je oblíbený také v Tádžikistánu a Afghánistánu.
Celý název oslavy zní Šab-e Jaldá „noc Narození“ a Šab-e Čella „noc čtyřicetidenní“. V íránském kalendáři jsou celkem tři čtyřicetidenní úseky, z nichž nejvýznamnější souvisí právě se zimním slunovratem. Začíná prvním dnem měsíce dej (22. prosince) a končí na jedenáctý den měsíce bahman (30. ledna), na konec tohoto období tak připadá zimní svátek Sada. První z výrazů odkazuje na křesťanství a narození Ježíše, což ve spojení s faktem že jde o nejdelší a nejtemnější noc v roce vedlo k tomu že Jaldá má v perské poezii negativní konotace. Původně byl tento svátek nejspíše totožný se svátkem Sada, který je také někdy označován jako „noc Narození“. Napovídá tomu i fakt že v Kermánu zarathuštristé slaví svátek nazývaný Sada v polovině prosince. Nejasnosti okolo data snad mají původ v kalendářní reformě, která proběhla ve 3. století.